# Viola umbraticola
Viola umbraticola är en violväxtart som beskrevs av Carl Sigismund Kunth. Viola umbraticola ingår i släktet violer, och familjen violväxter. Utöver nominatformen finns också underarten V. u. glaberrima.